# Talpuk alatt fütyül a szél
Talpuk alatt fütyül a szél (en hongarès El vent corre sota els seus peus) és una pel·lícula hongaresa del gènere Ostern (cinema western) del 1976 dirigida per György Szomjas, amb intenció crítica i connotacions històriques i etnogràfiques, el seu argument es basa en un treball etnogràfic de Sándor Szűcs.

## Argument
Ambientada a la puszta hongaresa en la dècada del 1830, en un moment en què els agricultors estan invadint la planura explotada pels pastor, el seu protagonista, Gyurka Farkos Csapó, s'escada de la presó i torna a les estepes de Karcag per venjar-se dels qui el van trair. Els pastors esteparis el progetegeixen perquè el seu espai habitable està molt limitat pels agricultors i empresaris capitalistes. La captura de Gyurka Farkas Csapó és confiada al comissari Balázs Mérges, que era amic de Gyurka.

## Repartiment
- Đoko Rosić (veu: Bessenyei Ferenc) – Farkas Csapó Gyurka
- Bujtor István – Mérges Balázs csendbiztos
- Vladan Holec (veu: Cserhalmi György) – Jeles Matyi
- Bordán Irén – Parti Bözsi
- Beregszászi Olga – Szép szemű lány
- Bikácsy Gergely – Megyei úr
- Deák Sándor – Megyei úr
- Reviczky Gábor – Babák Ferkó
- Szilágyi István – Fúró József
- Iványi József – Timók András
- Téri Sándor – Megyei hadnagy
- Polgár Géza – Megyei úr
- Kristóf Tibor – Gyönyörű József
- Kóti Árpád – Megyei úr
- Solti Bertalan – Számadó
- Szerencsi Hugó – Megyei úr
- Sarlai Imre – Megyei úr
- Törő Gábor – Csigolya, számadó
- Mucsi Sándor – Paraszt
- Bácskai János
- Edőcs István
- Pintér Tamás
- Csapó János
- Kiss Jenő
- Bregyán Péter
- Dákai Péter
- Simon Antal

## Curiositats
La posada que surt a la pel·lícula es va construir a la vora del poble de Nagyiván. En una ocasió, els realitzadors van pujar a Budapest per veure el metratge. El vigilant de la nit que custodiava la posada va encendre foc per escalfar-se, fent que la posada es cremés. Per a l'escena de cloenda, per tant, es va reconstruir el costat de la posada cap a la càmera. Així, al final de la pel·lícula, només es crema una meitat de la posada, l'altra meitat s'havia cremat abans.

## Producció
Fou projectada com a part de la selecció oficial del Festival Internacional de Cinema de Sant Sebastià 1976.